# Íñigo de Brizuela y Urbina
No se debe confundir con su tío Íñigo de Brizuela y Arteaga, obispo de Segovia y presidente del consejo de Flandes.
Íñigo de Brizuela y Urbina (Miranda de Ebro, provincia de Burgos, 29 de mayo de 1586-Gran Canaria, diciembre de 1636) fue un general español.

## Biografía
Fue hijo de Francisco de Brizuela Arteaga y de Juana Urbina Vallejo. 
Comenzó su carrera en los tercios de Flandes, donde fue gentilhombre del archiduque Alberto de Austria y miembro de su consejo de guerra, alcanzando el grado de maestre de campo durante la guerra de los ochenta años. Caballero de la orden de Santiago desde 1609, de la que fue comendador de Oreja y alférez mayor. En 1624 fue nombrado gobernador de Fuenterrabía y teniente general de la provincia de Guipúzcoa; en 1631 consejero de guerra de Felipe IV. 

En 1634 fue destinado a Canarias con el cargo de capitán general de las islas y presidente de su Real Audiencia, en cuyas funciones murió dos años después a los 50 de edad.

## Matrimonio y descendencia
De su matrimonio con Francisca Maluenda y Medina tuvo tres hijos:
- Melchor, militar en el virreinato del Perú;
- Francisca, monja; y
- Juana, monja.

| Predecesor: Juan de Rivera Zambrana | Capitán general de Canarias Julio de 1634-diciembre de 1636 | Sucesor: Luis Fernández de Córdoba y Arce |